# Маренков Олексій Васильович
Олексі́й Васи́льович Маренко́в (нар. 25 березня 1886, Орел — пом. 1942, Київ) — український та російський графік і педагог; член Асоціації художників Червоної України з 1926 року.

## Життєпис
Народився 13 [25] березня 1886 року в місті Орлі (тепер Росія). Малюванню вчився у Олександра Гофмана. У 1905—1912 роках навчався в Київському художньому училищі у Івана Селезньова, Григорія Дядченка, Федора Кричевського. З 1923 до 1931 року викладав у Харківському художньому технікумі, пізніше у Харківському художньому інституті. Серед учнів — Йосип Дайц, Володимир Нерубенко, Олександр Сиротенко, Мойсей Фрадкін, Олексій Щеглов.
У Києві мешкав на Спаській вулиці. Був репресований: 1938 року з'явилася доповідна записка Головліту УРСР, що його плакати містили «грубі контрреволюційні спотворення»: 
| «на прапорі у зображення товариша Сталіна кінець вуса був намальований, як наподібнення якогось звірка; з правої сторони шиї намальована сокира, що впиралася в шию, з лівої сторони шиї — друга сокира, котра поглядала на товариша Леніна на прапорі». |, іншому працівнику НКВС — Рошаль, «Держлітвидав», на місці Сталіна привидівся 
| «козел з рогами, лапами та хвостом» |.
Помер в Києві у 1942 році.

## Творчість
У 1919 році був ілюстратором першого випуску літературно-художнього збірника Орловського філіалу Пролеткульту «Червоний ранок».

Орися ж ти, моя ниво…

Працював в царині плаката і книжкової графіки:
- створив обкладинки:
  - до праці Володимира Леніна «Як комуністи-більшовики ставляться до середнього селянства»;
  - до творів Тараса Шевченка (і портрет Кобзаря, 1928), Марка Вовчка, Василя Блакитного (1927, «Поезії»), Юрія Яновського, Юрія Будяка (1927, «На вовка»), В. Ліра (1926, «Діти в царстві капіталу») та ілюстрував їх;
  - до «Селянської читанки» (1924);
- розробив марки з портретом Тараса Шевченка (1920, спільно з Миколою Івасюком; 1923 — з Борисом Порай-Кошицем).
- автор плакатів:
  - «Київ — Сербії й Чорногорії 4 та 5 січня 1915» (1914);
  - «Комуністична партія України створила Робітничо-селянську Українську державу» (1920);
  - «Кримський павук має бути розчавлений!» (1920);
  - «Наймит Петлюра продав Україну польським панам!» (1920);
  - «Товариші селяни!..» (1920);
  - «Vive la III-me Internationale!» (1920);
  - «Орися ж ти, моя ниво…» (1921);
  - «1 Мая» (1921);
  - «В огні світової соціальної революції пролетаріат порве пута неволі …»(1921);
  - «На базі колективізації знищимо куркуля» (1931);
  - «Чому ти ще не в колективі?» (1929);
  - «Всі на вибори до Верховної Ради УРСР!» (1938).
- автор монументального розпису в інтер'єрах ВУЦВК і готелю «Червоний» у Харкові (1920-ті).

Окремі твори художника зберігаються у Харківському художньому музеї.

## Вшанування пам'яті
Прізвище художника викарбуване на пам'ятнику «Художники-жертви репресій» біля Національної академії образотворчого мистецтва і архітектури у Києві.